# Johann Baptist de Coronini-Cronberg
Joannes Baptista Alexius Coronini de Cronberg (n. 16 noiembrie 1794, Gorizia, Litoralul austriac, Italia – d. 26 iulie 1880, Šempeter pri Gorici, Šempeter-Vrtojba, Slovenia) a fost descendentul ramurii italiene a unei familii străvechi din Imperiul Franc. Strămoșul său a fost Rudolph von Cronberg (d. 866) cancelarul împăratului Ludovic cel Pios și constructor al castelului Cronberg in apropiere de Frankfurt, de unde provine numele de familie. Johann Baptist a fost un Feldzeugmeister austriac și deținător al regimentului nr. 6 "Carol I al României", guvernator militar și civil al Voivodinei Sârbești și Banatului Timișan, apoi Ban al Croației.

## Biografie

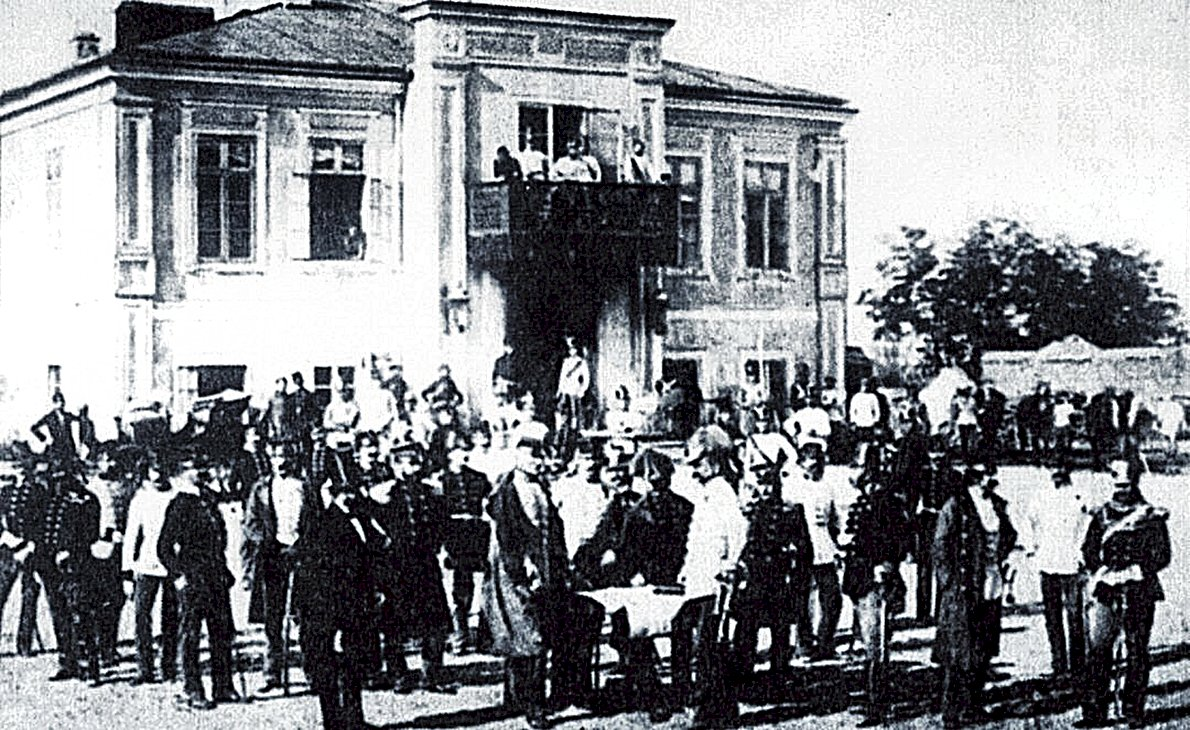
Johann Baptist Coronini-Cronberg și câțiva soldați și ofițeri austrieci în fața casei Meitani în București

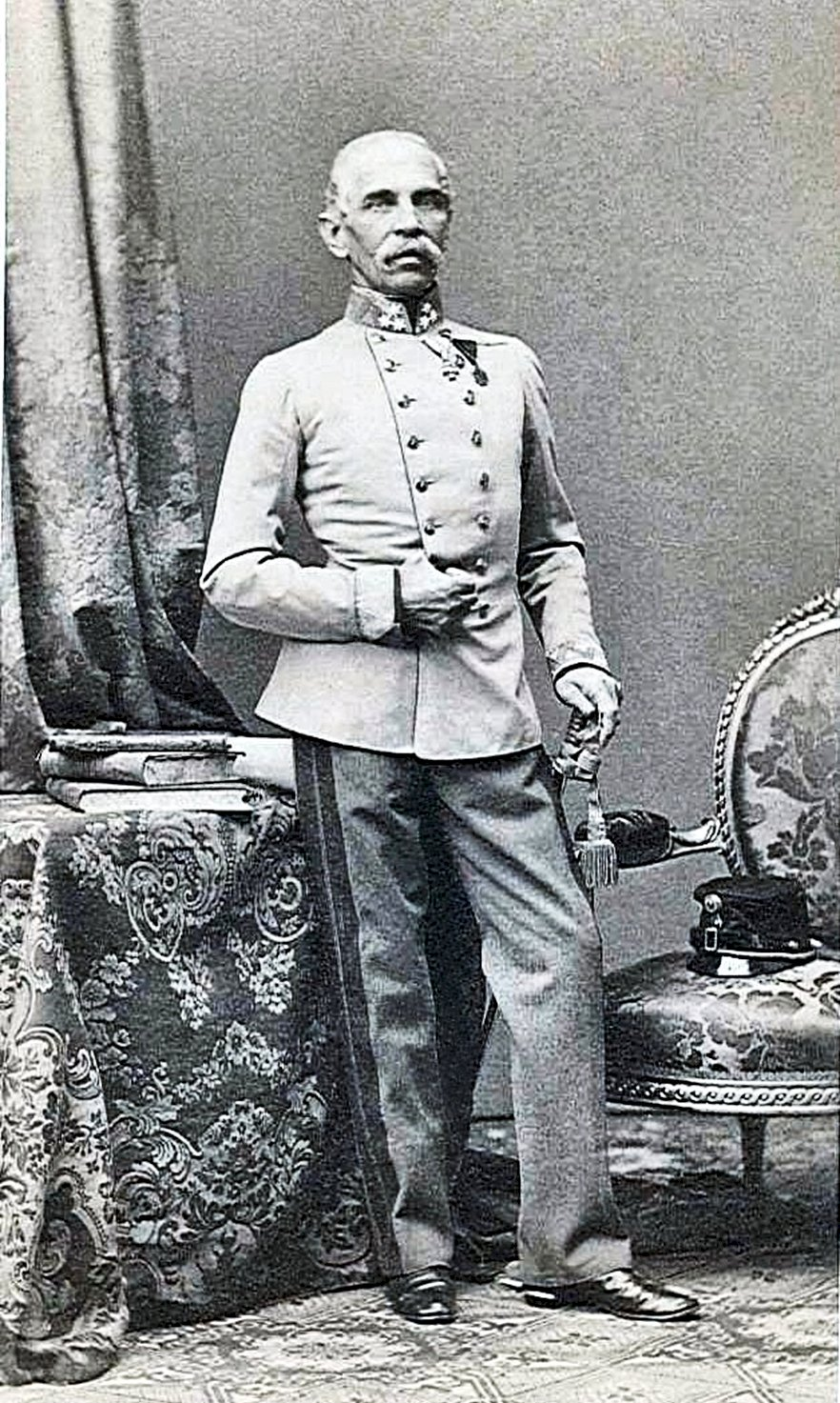
Contele Ioan de Coronini-Cronberg ca Feldzeugmeister în 1861

Coronini s-a alăturat în 1813 drept cadet unui corp austriac de pionieri, apoi a servit în 1814 într-un corp liber italian sub comanda colonelului Schneider în timpul războaielor napoleonene. Din 1824 până în 1831 a apărut în serviciul Ducatului Modena, apoi, s-a întors în Austria. A fost mai mulți ani trimis în Italia cu gradul de căpitan, până când a fost desemnat cămăraș al arhiducelui Francisc Carol al Austriei și numit educător al viitorului împărat Franz Joseph I în 1836. Celălalt fiu, Arhiducele Carol Ludovic al Austriei, a fost învățat de către contele Karl de Morzin. Un an mai târziu Johann Baptist a fost avansat la rangul de maior, în 1843 la acel de colonel.

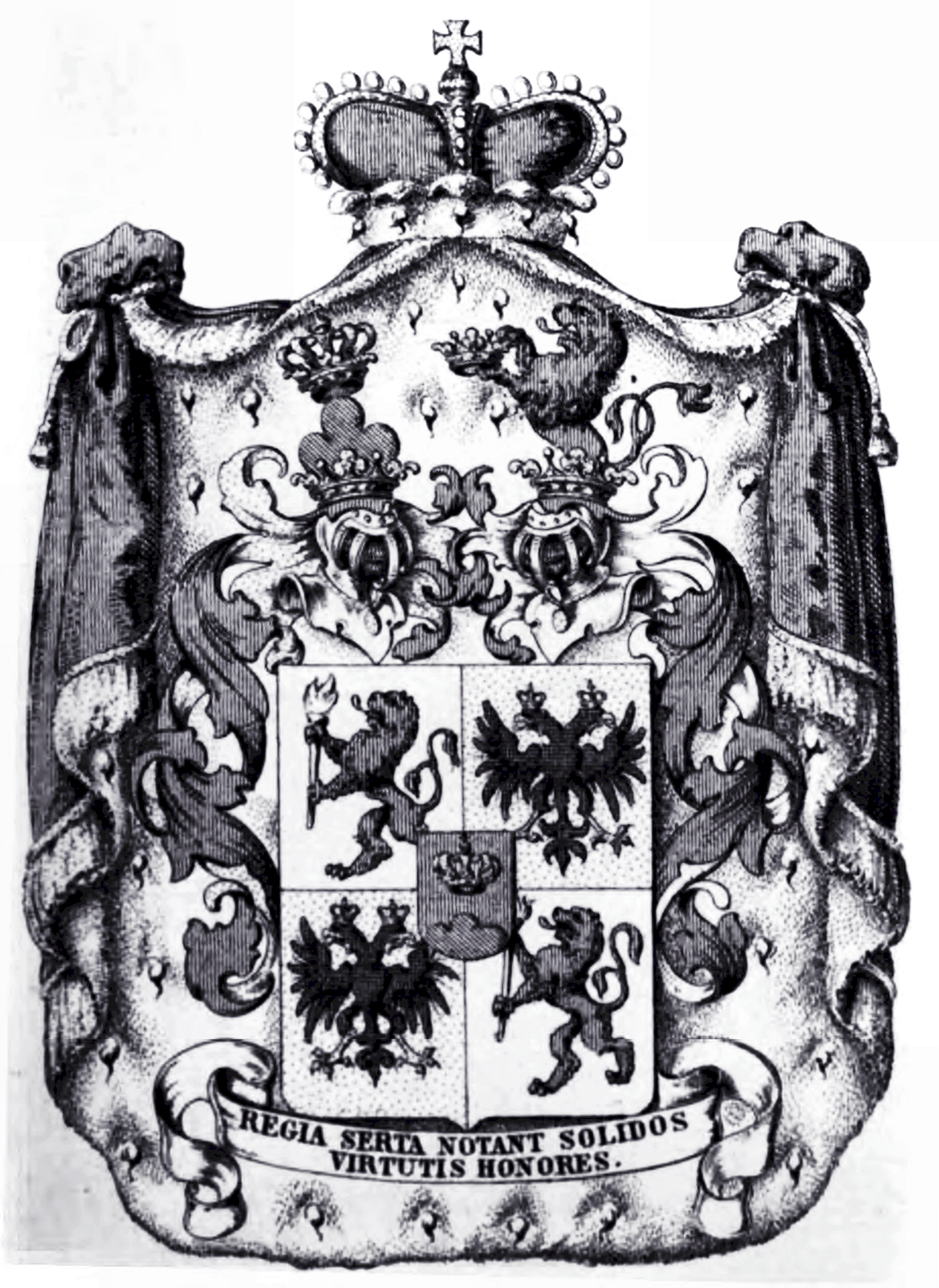
Stema conților de Coronini-Cronberg

În timpul revoluției în Imperiul Austriac a deținut la 26 iunie 1848 gradul de Generalmajor imperial  imperial. A apărat pasurile din Tirolul de Sud, prevenind o invazie a armatelor revoluționare italiene. La 22 iulie 1849 a fost ridicat la gradul de General-locotenent (Feldmarschalleutnant), primind comanda militară și civilă asupra Voivodinei sârbești și al Banatul timișean. La data de 1 februarie 1851 a devenit primul titular al nou-inființatului regiment imperial de Infanterie nr. 6, "Carol I, Regele României", apoi a mai fost desemnat ca președinte al Comisiei privind reforma școlilor militare în același an. În 1854, în timpul Războiului Crimeii, a ocupat Valahia, pe care a controlat-o până în 1856.
Între 28 iulie 1859 și 19 iunie 1860 a fost ban al Croației. În ziua demisiei sale ca Ban, a fost onorat cu titlul de Feldzeugmeister ad honores (de onoare) și a urmat generalului Ludwig cavaler de Benedek la 20 octombrie 1861 pe postul de comandant militar al Ungariei, apoi a primit rangul de Feldzeugmeister adevărat la 1 septembrie 1861. Aceasta funcție a deținut-o până la pensionarea la cererea sa. I-a  fost permis să se retragă pe ziua de 18 aprilie 1865.
În decursul vieții, generalul Coronini a fost decorat cu Ordinul Lânii de Aur (Cavaler),   Ordinul Imperial al Coroanei de Fier de clasa 1-a cu decorație de război, Crucea Mare a Ordinul Imperial Leopold, Ordinul austriac al  Crucii de Merit Militar cu decorație de război și Crucea Mare al Ordinului Regal unguresc Sf. Ștefan.
Comuna Coronini, Caraș-Severin îi poartă numele.

## Familia
Generalul a fost fiul lui Johann Baptist Clemens conte Coronini von Cronberg (n. 13 septembrie 1761, Görz - d. 18 noiembrie 1847, Görz), cămărar imperial, care s-a însurat cu contesa Eleonora Aloysia de Stras(s)oldo (n. 19 noiembrie 1764 - d. 5 decembrie 1842, Görz) pe 28 aprilie 1791. Johann Baptist a fost căsătorit cu contesa Marianna Testa-Carcano-Marsciano (n. 28 iulie 1797, Orvieto – d. 16 august 1855, Görz) și tatăl politicianului Franz conte de Coronini-Cronberg (n. 31. iulie 1830, Viena – 25 august 1901, Görz).